# Municipio de Wilson (condado de Winona)
El municipio de Wilson (en inglés: Wilson Township) es un municipio ubicado en el condado de Winona en el estado estadounidense de Minnesota. En el año 2010 tenía una población de 1177 habitantes y una densidad poblacional de 13,2 personas por km².

## Geografía
El municipio de Wilson se encuentra ubicado en las coordenadas 43°58′17″N 91°39′13″O / 43.97139, -91.65361. Según la Oficina del Censo de los Estados Unidos, el municipio tiene una superficie total de 89.2 km², de la cual 89,19 km² corresponden a tierra firme y (0,01 %) 0,01 km² es agua.

## Demografía
Según el censo de 2010, había 1177 personas residiendo en el municipio de Wilson. La densidad de población era de 13,2 hab./km². De los 1177 habitantes, el municipio de Wilson estaba compuesto por el 97,96 % blancos, el 0,17 % eran afroamericanos, el 0,25 % eran amerindios, el 0,42 % eran asiáticos, el 0,25 % eran de otras razas y el 0,93 % eran de una mezcla de razas. Del total de la población el 1,27 % eran hispanos o latinos de cualquier raza.